# Colus hirudinosus
Colus hirudinosus (Colus hirudinosus Cavalier & Séchier, 1835), noto come Clatro rosso deforme è un rarissimo fungo basidiomycete di origini tropicali strettamente imparentato con il più famoso e comune Clathrus ruber. Questo particolare fungo cresce principalmente in terreni sabbiosi (non di sabbia marina) o concimati nella stagione autunnale. Il carpoforo è inizialmente rinchiuso nel velo generale a forma di uovo, grande circa 2 centimetri di diametro (che ha colore biancastro) permanente nel fungo adulto come volva, con ife micelari biancastre con ife miceliari biancastre che lo collegano al substrato di crescita. Con lo sviluppo l'esoperidio si presenta in forma allungata, fino a 3–4 cm di altezza, con una serie di rami ascendenti di colore rosa-aranciato sempre più carico che partono da un gambo comune, all'interno della volva, e confluiscono in una zona apicale a forma di disco a maglie strette, di colore rossastro-rosso scuro, ricoperto dalla gleba deliquescente verdastro-oliva-nerastra, con odore repellente per attirare gli insetti che contribuiscono così alla dispersione delle spore. La carne è fragile, porosa, biancastra, con odore nauseante di feci.
Ad un esame sommario può essere confuso con Clathrus ruber, di taglia maggiore e ben diverso per la conformazione dell'esoperidio.
Scoperto nel 1835 da due micologi, Colus hirudinosus è l'unico fungo al mondo ad avere questa forma così particolare. 
La principale attrattiva di questo particolarissimo fungo è l'aspetto, unico tra i miceti che a taluni sembra gradevole mentre alla maggior parte della gente sembra orribile.
Riconoscibile per il suo fetore di carogna o di feci e la sua forma che a maturità ricorda due palle sovrapposte, una grossa in fondo e una più piccola in alto. Questo fungo è presente in Europa e nel Nord America grazie a scambi involontari di spore, soprattutto nei tessuti e nelle stoffe in genere. Sorretto da un gambo rosso questo fungo è coperto da una bava brunastra molto attraente per gli insetti che diffondono le sue spore.
I rossi rami fusi, la struttura a doppia palla bucata e la concentrazione dell'imenio nella parte superiore ne fanno uno dei funghi più strani del mondo.

## Etimologia
Il nome latino di questo particolarissimo fungo deriva dalla forma strana del carpoforo, che assomiglia a due palle sovrapposte, con la gleba in quella alta. L'origine del nome "Colus" non è chiara del tutto, poiché esso è anche quello di una specie di noti molluschi marini ma, comunque, l'altra parte hirudinosus è inconfondibile perché questo fungo è l'unico nel mondo vivente ad avere quest'ultimo. La difficoltà nel pronunciare la seconda parte è dovuta al fatto di molte consonanti e s messe alternativamente. Il fungo è uno dei meno studiati e conosciuti.

## Tassonomia e storia
Il primo fungo formalmente descritto come Colus hirudinosus, così battezzato dal botanico che lo scoprì per la prima volta, è stato trovato nel 1835 nel sud e nel sud est dell'Australia. Fa parte della famiglia delle Phallaceae anche se collocato da alcuni micologi nella famiglia delle Clathraceae. Come queste infatti avvolge le sue spore in una bava viscida brunastra che puzza di feci o carogne per attrarre gli insetti, diffusori aerei formidabili della specie. Questo fungo venne scoperto dai due micologi Cavalier & Séchier nel 1835, anche se dopo venne studiato da Saccardo, nel 1888, Dring nel 1964 e 1980.
Questo fungo non ha avuto molto interesse dai micologi perché si tratta di una specie rara, non commestibile e poco conosciuta. Nel 1980 questo fungo, che prima era stato registrato solo nell'Australia e nel pacifico tropicale umido, venne documentato in Europa, Africa e nei Caraibi.
I rani fusi a gabbia sono quelli che caratterizzano il genere Colus e le specie “dalla cuticola sporca” accordati dagli esperti dello “Stinkhorn Expert D. M. Dring” (1980).

## Descrizione della specie
Questo tipo di fungo è comune o gregario (dipende dalle annate) nel periodo di crescita, nella segatura, nel legno o nei campi coltivati, nelle aree tropicali e sub-tropicali anche se il suo areale è incerto.
Il Colus hirudinosus è ovviamente non commestibile.

### Ecologia
Tutti i funghi sono eterotrofi, cioè ricavano le sostanze nutritive dall'ambiente esterno assorbendole attraverso le pareti; essi rivestono un ruolo ecologico importantissimo perché sono in grado di decomporre il materiale organico presente nel terreno.
Essi costituiscono un anello importantissimo dell'ecosistema, in quanto permettono la chiusura del ciclo della materia rendendola nuovamente disponibile all'organicazione da parte delle piante verdi.
L'eterotrofia dei funghi li costringe sempre ad un tipo di vita dipendente che si può differenziare in tre modalità, distinte in base ai rapporti del fungo stesso con il substrato di crescita: saprofitismo, parassitismo e mutualismo.
Il clatro rosso deforme è un fungo saprofita.

### Volva

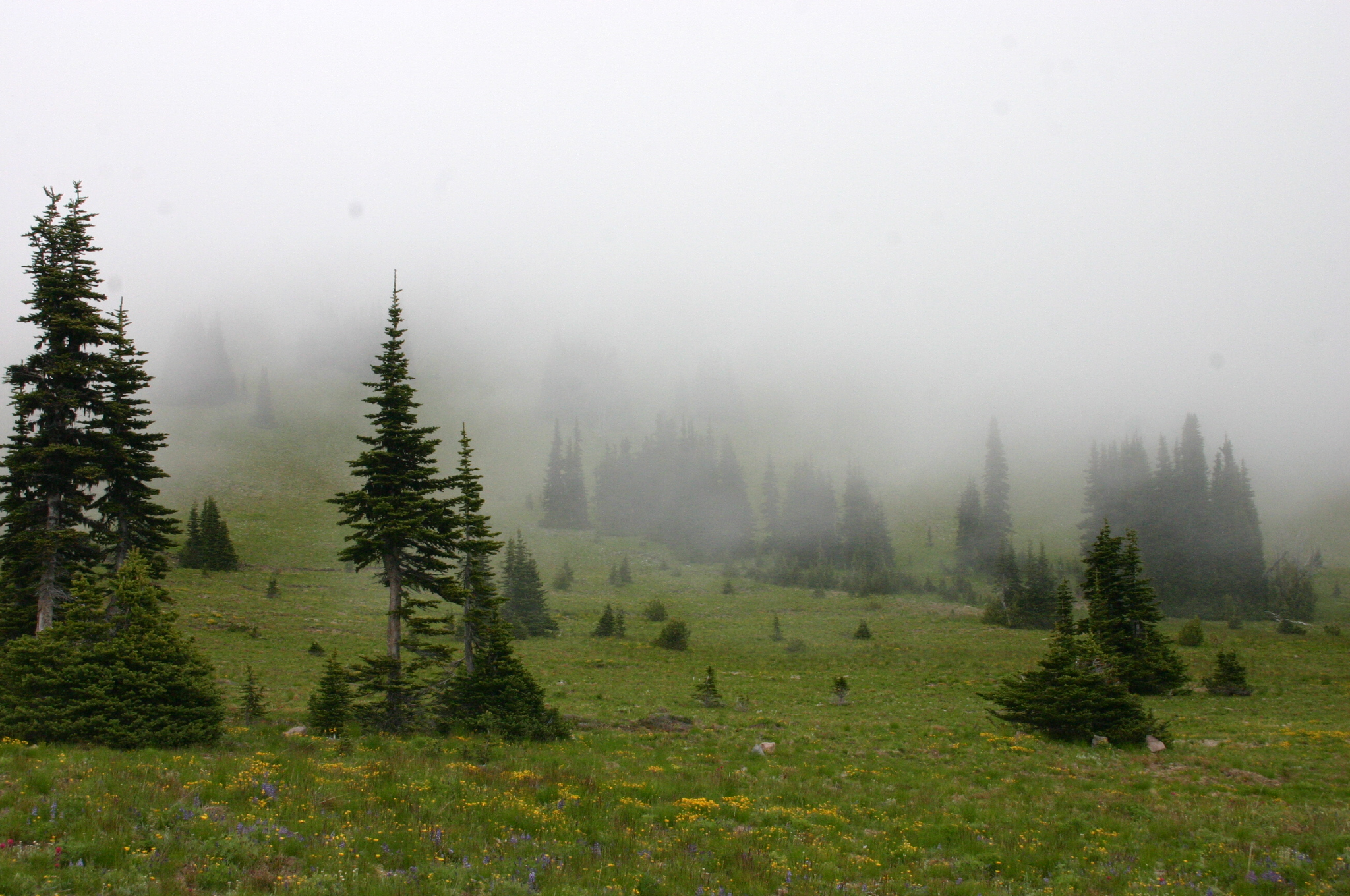
Le foreste nebbiose sono il posto ideale per la crescita di questo fungo

Il primordio appare come una struttura a forma di uovo, detta volva (o esoperidio), marrone o marroncino-biancastro e parzialmente interrato di circa 1–2 cm di diametro e grandezza (1¼ del totale, attaccato al terreno da ife, bianche come tutto il suo apparato sotterraneo), biancastro o con sfumature giallognole, con all'interno uno strato gelatinoso e al centro l'abbozzo rosa-rosso del carpoforo che si apre ben presto. Ha alla base una piccola appendice radiciforme.
A maturità si lacera e fuoriesce un ricettacolo (endoperidio) a forma di doppia gabbia ed a larghe maglie sotto e strette sopra, di color rosa, poi rosso sangue o rosso-scarlatto; le maglie della doppia gabbia, in quella superiore, sono cosparse di mucillagine granulosa di colore olivastro o bruno-verdastro, che contiene le spore. La volva rimarrà sempre sotto forma di tessuto lacerato bianco o macchiato di diverso colore.

### Corpo fruttifero

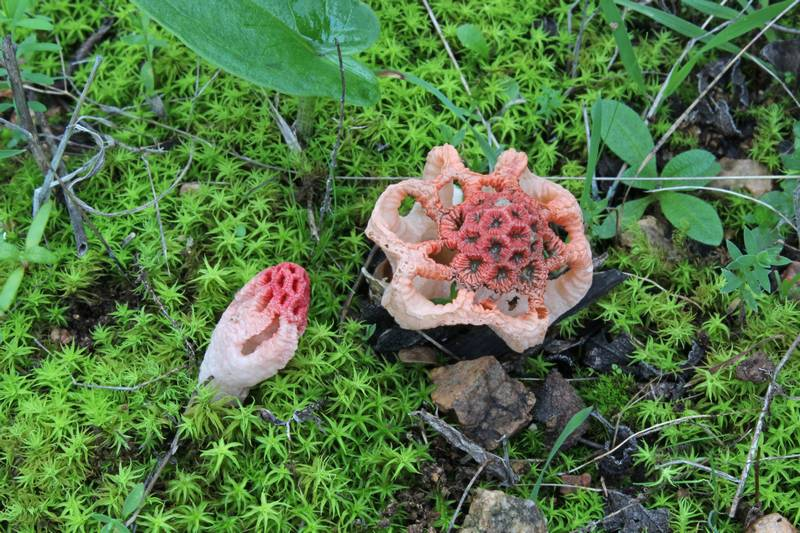
Colus hirudinosus

Il corpo fruttifero di questo particolarissimo fungo è a forma di doppia palla, striato, simile ad una gabbia asimmetrica (spesso schiacciata o deformata) grossa in basso e stretta in alto che si espande con dei bracci disposti ed uniti a rete (che partono dal gambo non sempre visibile) nella cui parte alta vi è una mucillagine contenente le spore. Emerge lacerando la volva e frammentandola, anche se quest'ultima rimane presente sotto. Il carpoforo è grande circa 5-8 centimetri. Diventa a forma di doppia palla quando spunta dal terreno. Il colore dei bracci è solitamente rosso o il rosa-rosso molto carico in alto mentre sotto è rosso, rosso-arancio o rosso-rosa, anche se in rarissimi casi si sono riscontrati anche l'arancione (in basso), il rosso-arancio ed addirittura il bianco (nei funghi albini). I bracci sono rugosi, fragili hanno una membrana rossa rugosa e striata e sono fusi gli uni con gli altri per formare la gabbia. Il centro del cappello è rosso carico. La gleba è contenuta nella parte superiore ed è di colore verde-marrone. Possiede un piccolo gambo, non sempre visibile, concolore (o più chiaro) al resto del corpo fruttifero, costituito da 4-6 colonne verticali. Matura in una forma a gabbia con 6-10 braccia lunghe circa da 3,5 a 7,5 cm di lunghezza misurata dal centro e larghe meno di un centimetro dalla base. Ogni braccio si divide in due appendici a forma di tentacolo. La sommità del fungo è coperta da una massa viscosa bruno-olivastra o gleba, che odora di carne putrefatta e/o di feci. Alla base del gambo presenta una volva rotonda, residuo dell'ovulo originale. La palla inferiore può essere più chiara. Nella fase d'invecchiamento le palle, che prima erano ben dritte e alte, possono subire un effetto di “scioglimento”, cioè di abbassamento e deformazione. Capita spesso che mosche o altri insetti possano distruggere tutto o parte del basidiomicete e che possa, quindi, presentarsi incompleto.
I bracci contengono la gleba. Le ramificazioni del corpo fruttifero si fanno sempre più fitte man mano che si alza lo sguardo verso l'alto. Questo fatto è dovuto alla necessità di tenere e procreare il maggior numero di spore nella gleba, e di tenerle più protette.

### Imenio
Gleba verde-marrone da giovane, verde oliva scura-marrone e nera/verde brillante da vecchia, mucillaginosa, a forma di palla compressa, fedida, viscida, come squagliata, molle e disposta nella parte superiore del carpoforo (la palla superiore) e un poco in quella inferiore, anche se può coprirle del tutto o quasi (il fungo può alzarsi anche molto dal terreno). A volte degli insetti, attirati dalla gleba, depositano le proprie uova all'interno dei rami, che sono cavi a nido d'ape, del fungo stesso, in modo che le piccole larve abbiano il cibo necessario al loro sviluppo.

### Gambo
Questo fungo ha gambo rosso/rosa o rosa/bianco, a volte striato (a volte con macchioline marroni, rosse o rosa/bianco), lungo circa 8 centimetri che a maturità diventerà rosso più o meno acceso, cavo internamente quando matura (o direttamente da giovane). La base è gelatinosa e flaccida, si espande in contemporanea ai bracci. Può essere rigata di blu-azzurro. Sia l'interno, il gambo, i bracci con la loro gleba, il centro e la gleba stessa sono rugosi. Nella parte inferiore può rimanere un resto del velo detto volva. Sulla parte inferiore dei bracci e intorno al centro ci può essere della gleba sterile che rimane rossa e squamosa. L'intero corpo fruttifero si può disidratare prima di morire.

### Micelio
Questo fungo ha micelio bianco o giallognolo.

### Carne

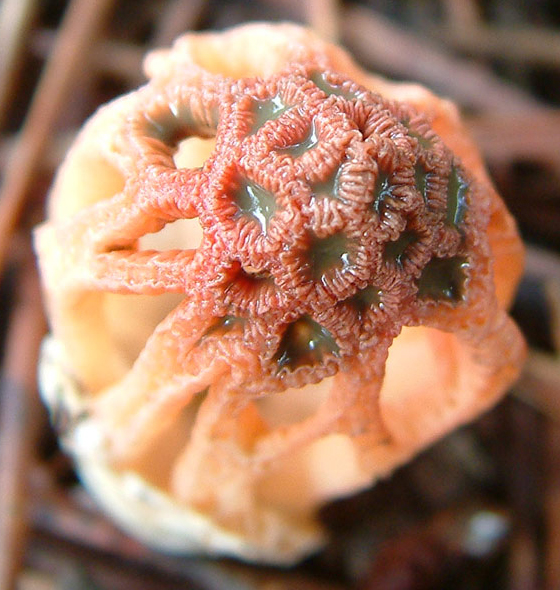
La gelatina mucillaginosa di questo micete contiene spore

La carne di questo particolarissimo fungo è rosso/rosa nel gambo (dove è più fibrosa) immaturo e rosso vivo in quello adulto e vecchio, nelle ife è bianco-giallastra mentre nel cappello ed all'attaccatura è rossa. Fragile, a nido d'ape, elastica, non cessante, questo fungo ha carne virante lievemente al blu al tatto, allo sfregamento o al danneggiamento. Non si conoscono notizie sul sapore della carne in quanto nessuno ha mai assaggiato questo fungo. Non si conoscono reazioni chimiche
Fragile, fetida.
- Odore: caratteristico, complesso, come di carogna e/o feci fresche.
- Sapore: non particolarmente gradevole.

### Odore
Questo fungo emana un odore nauseante, derivato dalla gleba, come di carne putrida. 
- Odore: cadaverico, fecale, insopportabile, percepibile anche a distanza.

### Microscopia
- Spore: 3.5-6.5 x 1-2 µm, cilindriche, lisce, oliva in massa.
- Basidi: cilindrici, lunghi sino a 70 µm, settati trasversalmente, con 4 lunghi sterigmi curvi.
- Ife: ramificate, nodose, con diametro di 1-4 µm, bianche.
- Pleurocistidi: assenti.
- Cheilocistidi: 40-110 x 15-40 µm, ellissoidali, ovoidali, oblunghi, utriformi o subcilindrici.

### Spore
Questo fungo ha spore di 3.5-6.5 x 1-2 µm, cilindriche, lisce, inglobate nella gleba. Sporata oliva-marrone. Spore di colore bruno-verdastro.
Le spore vengono disperse da insetti, lumache e chiocciole attratte dall'odore fetido che emana la gleba. Queste spore vanno con la speranza di nascere in un nuovo areale.
Non è raro vedere questo fungo invaso da mosche che lo divorano interamente.
Molte spore si trovano nelle feci o nelle carogne di animali che attraggono gli insetti che spargono queste ultime.

## Habitat e distribuzione
Su terreno umido con detriti legnosi marcescenti (fungo saprotrofo), nelle regioni tropicali o sub-tropicali nei prati e boschi alpini e sub-alpini. È comparsa (probabilmente trasportata) nei Royal Botanic Gardens di Kew nel 1829 ed in tutta la California ed il Nord America.
In occidente vi è arrivato tramite trasporto involontario delle spore tramite terra e materiali organici. Più comune nelle serre ma comunque rarissimo, è presente nei giardini, nei campi coltivati a graminacee (i lawns),nelle aree coltivate in genere e nei ceppi degli alberi. Nella Victoria questo fungo occupa quasi esclusivamente areali alpini, in Tasmania si limita nei siti del nord. E comune in Africa tropicale, Australia, Oceania e altri areali tropicali. È presente anche nella Carolina del Sud e nelle isole del pacifico.
Questo fungo abbastanza comune vive in varie aree dell'Australia dal sud-est Queensland, il Nuovo Galles del Sud e l'oriente della Victoria, Queensland, Nuovo Galles del Sud a e Tasmania. Si trova inoltre da un lato all'altro delle isole dell'Oceano pacifico. È saprofita, predilige residui legnosi o pacciamature ed è pertanto facile trovarlo nei giardini o in prossimità di piantumazioni ornamentali. Si può trovare anche nelle distese erbose montane e nei boschi, negli areali alpini o sub alpini.
Dal suo habitat originario si è diffuso in altre parti del mondo insieme a zolle o terriccio da giardinaggio: è stato documentato lo sviluppo su trerreno trasportato dall'Australia in una serra a Kew Gardens nel 1829 e successivamente in California. In Europa vive principalmente nei boschi caldi e umidi, è presente in Sicilia e in Spagna.

## Minacce
Questo fungo ha ben tre diversi tipi di minacce:
- Inquinamento:I prodotti agricoli vengono continuamente irrorati di fungicidi, pesticidi e prodotto chimici, che vengono poi lavati via dalla pioggia e finiscono nel terreno. Questo grave fenomeno sta drasticamente riducendo le popolazioni di questo delicatissimo fungo
- Raccolta:Essendo un fungo caratteristico e strano, molte persone, a sfida del suo odore, lo raccolgono per farlo vedere ad amici e parenti. Questo fenomeno impedisce ai funghi di riprodursi e di maturare.
- Distruzione:Molte persone, solitamente inesperte, distruggono questo fungo con attrezzi o semplicemente pestandolo con il solo prestesto del suo odore o (a causa della forma strana e della scarsissima fama) accusato di essere tossico. Questa usanza è ben combattuta da associazioni relative a tutti i funghi strani e tossici.

Esistono, poi, anche altre forme minori e natirali di minaccia, come gli animali, i sassi, il caldo secco, un incendio ed altri fattori, ma questi sono da considerarsi una minoranza.

## Commestibilità
NON COMMESTIBILE!

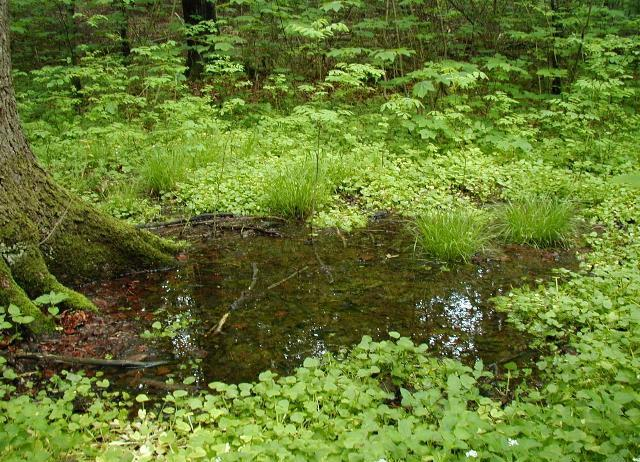
I piccoli stagni ai piedi degli alberi possono essere favoriti da questo fungo amante dell'umidità

Probabilmente commestibile allo stato di ovulo ma immangiabile per l'odore nauseante ed il sapore viscido.
Tuttavia, secondo voci non confermate, in alcune nazioni dell'Europa viene consumato senza problemi allo stato di "ovolo" e privato del peridio gelatinoso.

## Differenze con funghi simili

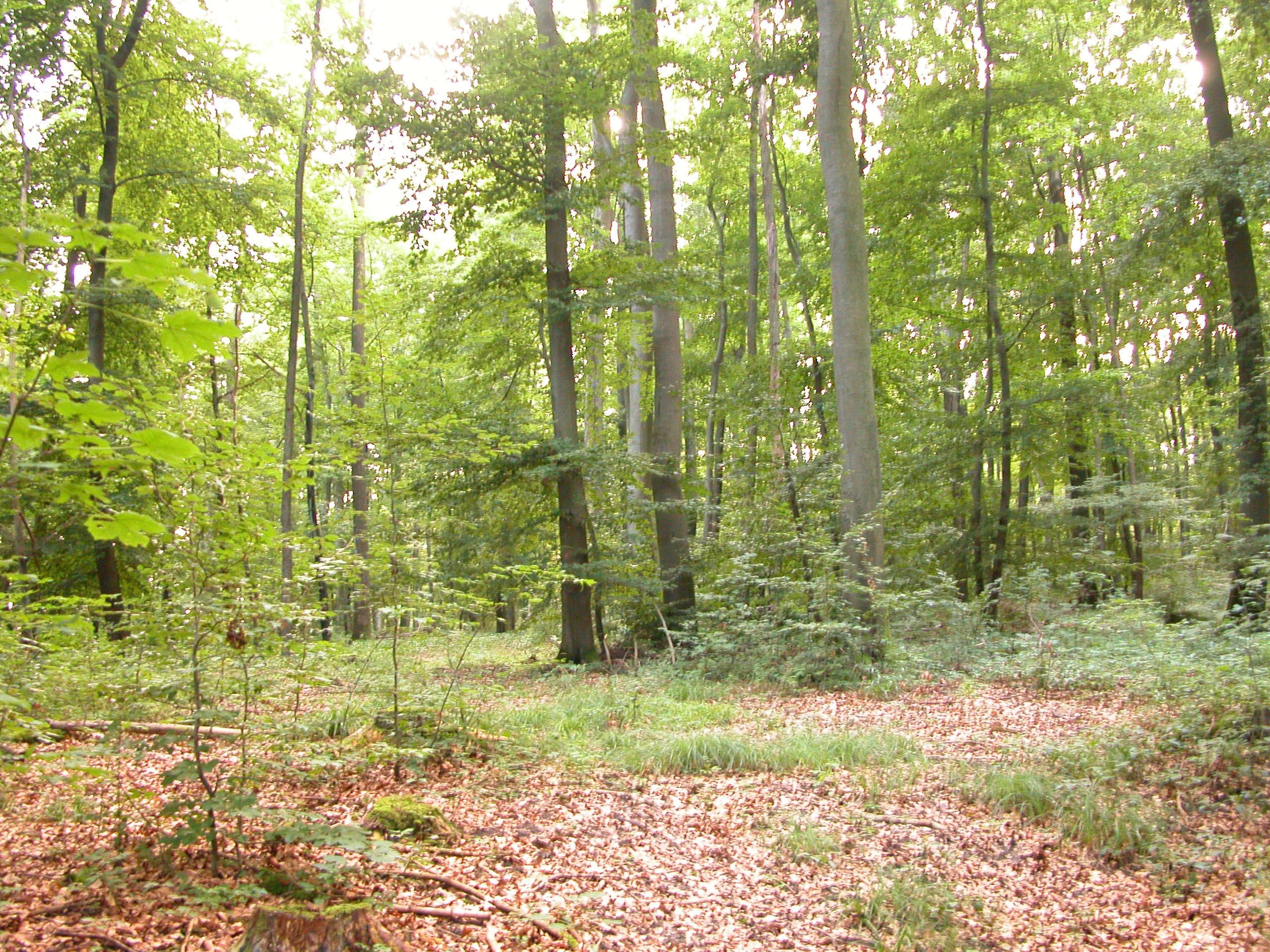
Questo fungo si rinviene spesso nel sottobosco come saprofita

Il Colus pusillus, chiamato anche Colus muelleri è simile al Clatro rosso deforme, solo che non ha la forma di doppia palla e, mentre il primo è un fungo europeo, il secondo è australiano. Ha minori caratteristiche morfologiche, ha un aspetto mutabile e non viene attaccato dalle mosche. Nel 1980 il Colus pusillus veniva scoperto in Australia, mentre il Colus hirudinosus veniva documentato in Europa, Africa e nei Caraibi.
Il Colus hirudinosus è simile in apparenza al più comune Clathrus archeri, che però non ha bracci muniti di tentacolini e gambo.
Assomiglia molto vagamente anche al Clathrus columnatus, che però ha tre grossi tentacoli rosso arancio uniti a formare una "banana forata".
Ad un esame sommario può essere confuso con Clathrus ruber, di taglia maggiore e ben diverso per la conformazione dell'esoperidio.

## Sinonimi e binomi obsoleti
- Cölus hirudinosus.
- Clathrus hirudinosus.

## Nomi comuni
- Clatro rosso deforme, Doppia Palla, Fungo Candela
- (EN)  Red big Clathrus
- Fungo lanterna
- Gabbiola
- Cuore di Strega

## Altre notizie
Questo particolare fungo, frutto di un'evoluzione molto complessa, è considerato un segno distintivo dell'Australia.
Le forme rosse di questo fungo crescono principalmente nel fondo della foresta di latifoglie mentre le forme più arancioni nella segatura. Anche quelle bianche nella foresta. Sono state descritte anche forme rosa e bianche di questo fungo.
Il Colus hirudinosus è uno dei due membri della famiglia dei funghi Colus, che è una famiglia separata dalle Clathraceae. La caratteristica principale di questo fungo dall'altro, sempre della stessa famiglia, è che lui è l'unico ad essere a forma di doppia palla. Colus hirudinosus è stato descritto in Nord America in un testo micologico in un'area compresa tra la Carolina del Sud, Charleston e Columbia. Questo fungo è descritto in Tasmania dai botanici e dall'Entrecasteaux expedition che ha esplorato il territorio chiamato La Pérouse.
I particolari più notati sono lo squagliarsi letteralmente della palla superiore quando invecchia e la diversità della forma dei bracci da esemplare a esemplare.
La rete può essere allungata, sciolta, ben formata o deformata, spiaccicata (a volte anche nel gambo). La volva è bianca macchiata di marroncino, può presentarsi, quando matura, secca e cartacea. I bracci del fungo sono umidi, fetidi, rugosi, stratificati, brillanti e viscidi e si schiariscono man mano che vanno verso la base. La gleba invecchiando annerisce ma mantiene il suo odore di carogna.